# 小行星1890
小行星1890（1890 Konoshenkova）是一颗围绕太阳公转的小行星。1968年2月6日，柳德米拉·切爾尼赫在克里米亚发现了此天体。
該小行星以克里米亞天文台學校校長奧爾加·彼得羅夫娜·科諾申科娃（Olga Petrovna Konoshenkova）命名。
这颗小行星的绝对星等为16.93493等。